# 青山利永
青山 利永（あおやま としなが、生没年不詳）は、江戸時代中期の和算家。

## 経歴・人物
江戸の人物。関孝和に学び、のち同門の荒木村英に師事。正徳5年（1715年）穂積与信が著した『下学算法』の遺題に応えた『中学算法』を享保4年（1719年）に著した。著作は他に『算法方陣之法解』などがある。